# Monte Bintumani
Il Monte Bintumani, anche noto come Loma Mansa, è  la vetta più alta in Sierra Leone, a 1.945 metri di altezza. Si trova nei Monti Loma; le sue pendici sono coperte di foreste pluviali, ed ospita una grande varietà di animali. Questi includono ippopotami pigmei, coccodrilli nani, Gufi pescatori (Scotopelia ussheri) e numerosi primati.